# Chiosco Inserra
Il  chiosco Inserra  era il chiosco della ditta Cementi armati Inserra costruito in occasione della seconda esposizione agricola siciliana di Catania del 1907. Era un edificio in una architettura eclettica di gusto gotico-orientaleggiante. Si trovava nella piazza d'Armi (odierna piazza Giovanni Verga), a Catania, in Sicilia.  L'edificio era stato costruito nel 1907 in un linguaggio eclettico (Eclettismo-liberty catanese) in stile goticizzante dall'architetto Tommaso Malerba (1866-1962).